# ドリッグ・オルミアス (第2代ウォルサム男爵)
第2代ウォルサム男爵ドリッグ・ビラーズ・オルミアス（英語: Drigue Billers Olmius, 2nd Baron Waltham、1746年3月12日 – 1787年2月10日）は、グレートブリテン王国の政治家、アイルランド貴族。グレートブリテン庶民院議員（在任：1768年 – 1774年、1784年 – 1787年）を務めた。

## 生涯
初代ウォルサム男爵ジョン・オルミアスと妻アン（Anne、旧姓ビラーズ（Billers）、1778年6月6日/8日没、ロンドン市長サー・ウィリアム・ビラーズの娘）の息子として、1746年3月12日に生まれた。1762年10月5日に父が死去すると、ウォルサム男爵位を継承した。
1768年イギリス総選挙でウェイマス・アンド・メルコム・レジス選挙区から出馬して当選した。この当選にはおそらく政府も同意したとされる。同年5月18日に姉の夫の兄にあたるヘンリー・ローズ・ラットレルが議会で「ジョン・ウィルクスがイングランド上陸直後に逮捕されなかった理由を調査すべき」という動議を提出すると、動議に賛成したが、動議を補強する論拠を全く述べなかったという精彩に欠く行動であり、この弁論に関する報道ではウォルサム男爵の賛成への言及すらなかった。この賛成以外ではウォルサム男爵が議会で演説した記録はなかった。投票においてはウィルクス関連の採決でラットレル家と同じ立場をとったほか、1772年王室結婚法と1774年ケベック法に反対票を投じた。
1774年までに領地の売却によりウェイマス・アンド・メルコム・レジスでの影響力を失い、ほかの選挙区で議席を探すことになった。妻の父ジョン・コーと姉の夫ジョン・ラットレルはコーが影響力を有するモルドン選挙区から出馬するようウォルサム男爵を説得、ウォルサム男爵は1773年12月の補欠選挙で穴埋めの候補者としてウォーリンジャー氏（Wallinger）を立候補させた。ウォーリンジャー氏は121票対272票で落選、10か月後の1774年イギリス総選挙でウォルサム男爵が自ら出馬したときも284票（得票数3位）で落選した。そして、モルドンでの落選が確定すると、ウォルサム男爵は突如カウンティ選挙区であるエセックス選挙区からの出馬を表明したが、当選者（2,262票、2,155票）の半分未満である1,013票しか得られずに大敗した。
1784年イギリス総選挙で再びモルドン選挙区から出馬して、今度は無投票で当選した。2度目の議員期では小ピットの選挙改革案に賛成した。
1787年2月10日に自領のニュー・ホールで死去した。後継者がおらず、爵位は廃絶した。

## 家族
1767年6月3日、フランシス・コー（Frances Coe、1743年ごろ – 1819年10月25日、ジョン・コーの娘）と結婚したが、2人の間に子供はいなかった。